# Akkermansbeek
De Akkermansbeek is een beek in de Gelderse Achterhoek in de Nederlandse provincie Gelderland. 
De Akkermansbeek maakt deel uit van een uitgebreid netwerk van beken en rivieren. Dit netwerk speelt een cruciale rol in de waterhuishouding van het gebied en zorgt voor verbindingen tussen verschillende ecologische zones. De beek draagt bij aan de afwatering en bevloeiing van omliggende landbouwgronden, wat belangrijk is voor de agrarische productie.
De Akkermansbeek stroomt van het gebied ten westen van Westendorp via Terborg langs de Oude IJssel naar de Bielheimerbeek. Een van de beken die in de Akkermansbeek uitmondt is de Seesinkbeek.
In een keur uit 1901 op de Rivieren en Waterleidingen binnen het Waterschap van den Oude-IJssel wordt de Akkermansbeek als volgt beschreven:
De Akkermans- of Lovinkbeek stroomt onder den straatweg van Doetinchem naar Terborg, bij den Rijkstol aldaar, uit de Afdeeling Wischbeken in de Hoofdafdeeling, loopt van Noord-Oost naar Zuid-West langs de IJzergieterij "Vulcaansoord" en stort zich aan het inde Rieten in den Oude-IJssel.